# Hamburg European Open 2023 - Qualificazioni singolare femminile
Le qualificazioni del singolare femminile del Hamburg European Open 2023 sono state un torneo di tennis preliminare per accedere alla fase finale della manifestazione. Le vincitrici dell'ultimo turno entreranno di diritto nel tabellone principale. In caso di ritiro di una o più giocatrici aventi diritto, a queste subentreranno le lucky loser, ossia le giocatrici che perderanno nell'ultimo turno ma che avevano una classifica più alta rispetto alle altre partecipanti che avevano comunque perso nel turno finale.

## Teste di serie
1. Polina Kudermetova (qualificata)
2. Kaja Juvan (qualificata)
3. Emiliana Arango (ultimo turno)
4. Nuria Brancaccio (ultimo turno)
5. Elsa Jacquemot (qualificata)
6. Sinja Kraus (ultimo turno)

1. Despoina Papamichaīl (ultimo turno)
2. Zeynep Sönmez (qualificata)
3. Ekaterina Makarova (ultimo turno)
4. Barbora Palicová (primo turno)
5. Mona Barthel (primo turno)
6. Miriam Bulgaru (qualificata)

## Qualificate
1. Polina Kudermetova
2. Kaja Juvan
3. Miriam Bulgaru

1. Zeynep Sönmez
2. Elsa Jacquemot
3. Daria Saville

## Tabellone

### Sezione 1
|  | Primo turno | Primo turno        | Primo turno        | Primo turno | Primo turno |  |  | Ultimo turno | Ultimo turno       | Ultimo turno       | Ultimo turno | Ultimo turno |  |
|  |             |                    |                    |             |             |  |  |              |                    |                    |              |              |  |
|  | 1           | Polina Kudermetova | Polina Kudermetova | 6           | 6           |  |  |              |                    |                    |              |              |  |
|  |             | Magali Kempen      | Magali Kempen      | 3           | 3           |  |  | 1            | Polina Kudermetova | Polina Kudermetova | 7            | 7            |  |
|  | WC          | Melanie Klaffner   | Melanie Klaffner   | 3           | 1           |  |  | 9            | Ekaterina Makarova | Ekaterina Makarova | 5            | 5            |  |
|  | 9           | Ekaterina Makarova | Ekaterina Makarova | 6           | 6           |  |  |              |                    |                    |              |              |  |

### Sezione 2
|  | Primo turno | Primo turno          | Primo turno          | Primo turno | Primo turno |  |  | Ultimo turno | Ultimo turno         | Ultimo turno         | Ultimo turno | Ultimo turno |  |
|  |             |                      |                      |             |             |  |  |              |                      |                      |              |              |  |
|  | 2           | Kaja Juvan           | Kaja Juvan           | 6           | 7           |  |  |              |                      |                      |              |              |  |
|  |             | Berfu Cengiz         | Berfu Cengiz         | 1           | 5           |  |  | 2            | Kaja Juvan           | Kaja Juvan           | 6            | 6            |  |
|  |             | Katharina Hobgarski  | Katharina Hobgarski  | 4           | 3           |  |  | 7            | Despoina Papamichaīl | Despoina Papamichaīl | 1            | 2            |  |
|  | 7           | Despoina Papamichaīl | Despoina Papamichaīl | 6           | 6           |  |  |              |                      |                      |              |              |  |

### Sezione 3
|  | Primo turno | Primo turno     | Primo turno     | Primo turno | Primo turno |  |  | Ultimo turno | Ultimo turno    | Ultimo turno    | Ultimo turno | Ultimo turno |  |
|  |             |                 |                 |             |             |  |  |              |                 |                 |              |              |  |
|  | 3           | Emiliana Arango | Emiliana Arango | 6           | 6           |  |  |              |                 |                 |              |              |  |
|  |             | İpek Öz         | İpek Öz         | 4           | 2           |  |  | 3            | Emiliana Arango | Emiliana Arango | 65           | 5            |  |
|  | WC          | Lena Papadakis  | Lena Papadakis  | 3           | 1           |  |  | 12           | Miriam Bulgaru  | Miriam Bulgaru  | 7            | 7            |  |
|  | 12          | Miriam Bulgaru  | Miriam Bulgaru  | 6           | 6           |  |  |              |                 |                 |              |              |  |

### Sezione 4
|  | Primo turno | Primo turno            | Primo turno            | Primo turno | Primo turno |  |  | Ultimo turno | Ultimo turno     | Ultimo turno     | Ultimo turno | Ultimo turno |  |
|  |             |                        |                        |             |             |  |  |              |                  |                  |              |              |  |
|  | 4           | Nuria Brancaccio       | Nuria Brancaccio       | 7           | 7           |  |  |              |                  |                  |              |              |  |
|  |             | Kathinka von Deichmann | Kathinka von Deichmann | 65          | 5           |  |  | 4            | Nuria Brancaccio | Nuria Brancaccio | 4            | 5            |  |
|  |             | Astra Sharma           | 6                      | 3           | 4           |  |  | 8            | Zeynep Sönmez    | Zeynep Sönmez    | 6            | 7            |  |
|  | 8           | Zeynep Sönmez          | 1                      | 6           | 6           |  |  |              |                  |                  |              |              |  |

### Sezione 5
|  | Primo turno | Primo turno        | Primo turno        | Primo turno | Primo turno |  |  | Ultimo turno | Ultimo turno   | Ultimo turno   | Ultimo turno | Ultimo turno |  |
|  |             |                    |                    |             |             |  |  |              |                |                |              |              |  |
|  | 5           | Elsa Jacquemot     | Elsa Jacquemot     | 6           | 6           |  |  |              |                |                |              |              |  |
|  |             | Tat'jana Prozorova | Tat'jana Prozorova | 3           | 1           |  |  | 5            | Elsa Jacquemot | Elsa Jacquemot | 7            | 6            |  |
|  | WC          | Kathleen Kanev     | 6                  | 4           | 6           |  |  | WC           | Kathleen Kanev | Kathleen Kanev | 5            | 0            |  |
|  | 11          | Mona Barthel       | 3                  | 6           | 4           |  |  |              |                |                |              |              |  |

### Sezione 6
|  | Primo turno | Primo turno      | Primo turno      | Primo turno | Primo turno |  |  | Ultimo turno | Ultimo turno  | Ultimo turno | Ultimo turno | Ultimo turno |  |
|  |             |                  |                  |             |             |  |  |              |               |              |              |              |  |
|  | 6           | Sinja Kraus      | Sinja Kraus      | 6           | 6           |  |  |              |               |              |              |              |  |
|  | WC          | Julia Middendorf | Julia Middendorf | 2           | 3           |  |  | 6            | Sinja Kraus   | 6            | 4            | 3            |  |
|  |             | Daria Saville    | Daria Saville    | 6           | 6           |  |  |              | Daria Saville | 4            | 6            | 6            |  |
|  | 10          | Barbora Palicová | Barbora Palicová | 4           | 3           |  |  |              |               |              |              |              |  |